# 四日市市立大池中学校
四日市市立大池中学校（よっかいちしりつ おおいけちゅうがっこう）は、三重県四日市市にある公立中学校。

## 通学区域
以下の3小学校区。
- 四日市市立県小学校
- 四日市市立三重小学校
- 四日市市立三重北小学校

## 周辺
海蔵川中流域の台地上。
- 四日市市立三重西小学校
- 四日市メリノール学院中学校・高等学校
- 御池沼沢植物群落（天然記念物）

## アクセス
- 三重交通バス 大池にて下車
- 三重県道616号田光四日市線沿い